# 罗纳建迪
罗纳·建迪，马来西亚政治人物，现任国盟土著团结党沙巴州比鲁兰国会议员。前农业及食品工业部部长

## 政治生涯
罗纳·建迪曾是国阵巫统成员，直到2018年因一马公司案而退党。在2018年至2019年曾任马来西亚公共账目委员会主席一职。之后在2020年至2021年加入第8任首相慕尤丁领导的国盟政府，受委农业及食品工业部部长。2021年加入第9任首相依斯迈沙比里内阁，继续担任相同职位。

## 个人荣誉

### 封衔
- 聯邦直轄區
  - 联邦直辖区斯里勋章（SMW）- 拿督斯里（2014年）
- 沙巴
  - 神山辉煌勋章（PGDK）- 拿督（2004年）